# Prieschka
Prieschka ist ein Ortsteil der Kurstadt Bad Liebenwerda im südbrandenburgischen Landkreis Elbe-Elster.
Die gegenwärtig 300 Einwohner zählende Ortschaft geht auf eine slawische Siedlung zurück, die sich auf einer vom Wasser der Schwarzen Elster umgebenen Insel im heutigen Kernbereich des Dorfes befand. Das Dorf wurde urkundlich 1325 erstmals als Prischka erwähnt. Es gehörte zur Herrschaft Würdenhain, die 1442 auf Befehl des sächsischen Kurfürsten Friedrich des Sanftmütigen aufgelöst wurde.
Um 1520 entstand an der Schwarzen Elster ein Mühlengut, aus dem 1698 das Prieschkaer Erb- und Freigut mit dem dazugehörigen Gutsbezirk hervorging. An der Dorfstraße wurde 1929 ein heute denkmalgeschützter Glockenturm aus roten Klinkern mit Hilfe von Spendengeldern zweier Brüder aus Leipzig zur Erinnerung an ihren Geburtsort Prieschka errichtet. Im Verlauf der Kreisgebietsreform in Brandenburg wurde der Ort am 6. Dezember 1993 nach Bad Liebenwerda eingemeindet.
Nordöstlich der Ortslage erstreckt sich als Teil des Naturparks Niederlausitzer Heidelandschaft das etwa 80 Hektar umfassende Naturschutzgebiet Alte Röder bei Prieschka, das unter anderem der Erhaltung und Entwicklung des dort bereits vor dem Zweiten Weltkrieg nachgewiesenen Elbebibers dient.

## Geografie

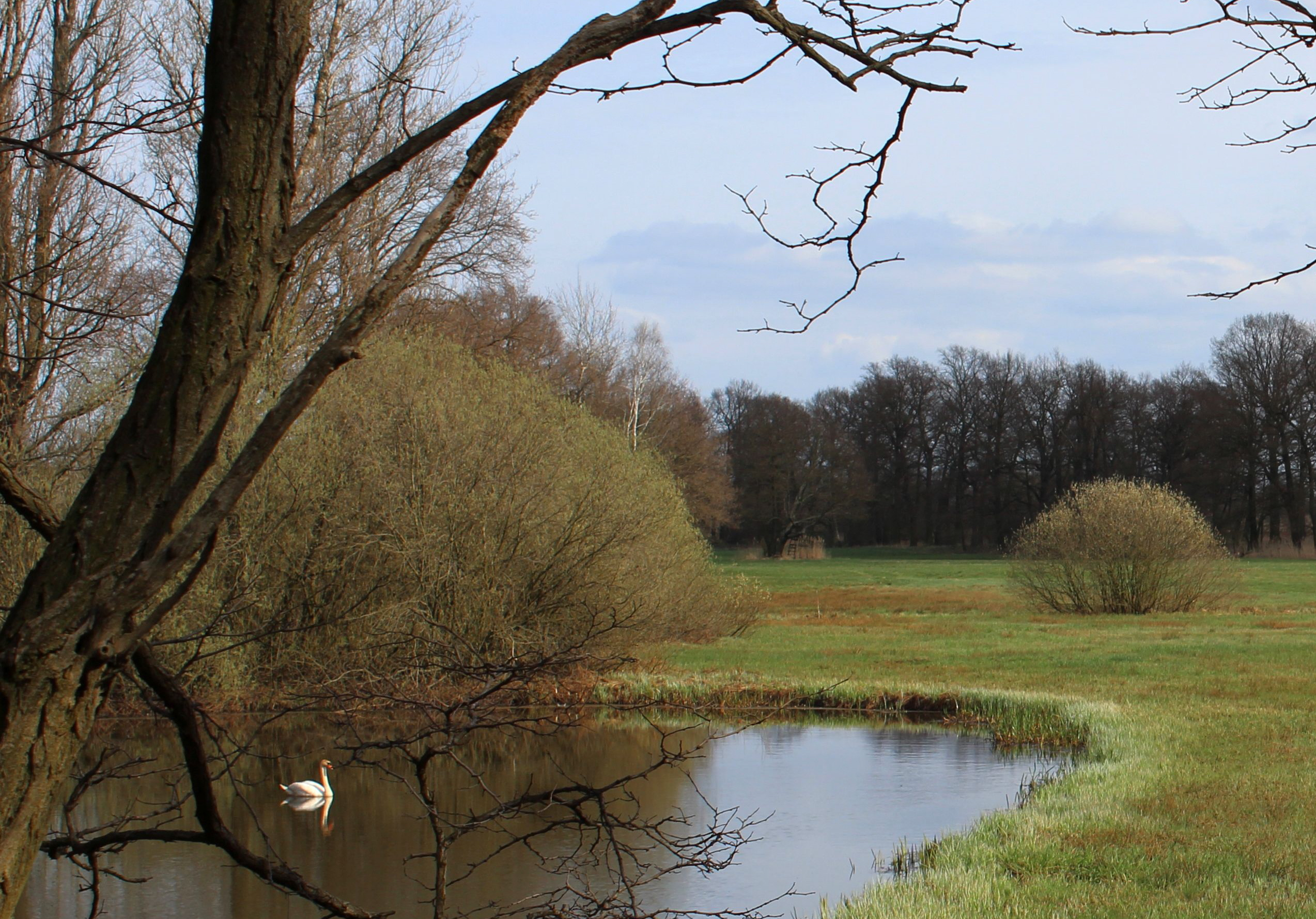
Naturschutzgebiet Alte Röder

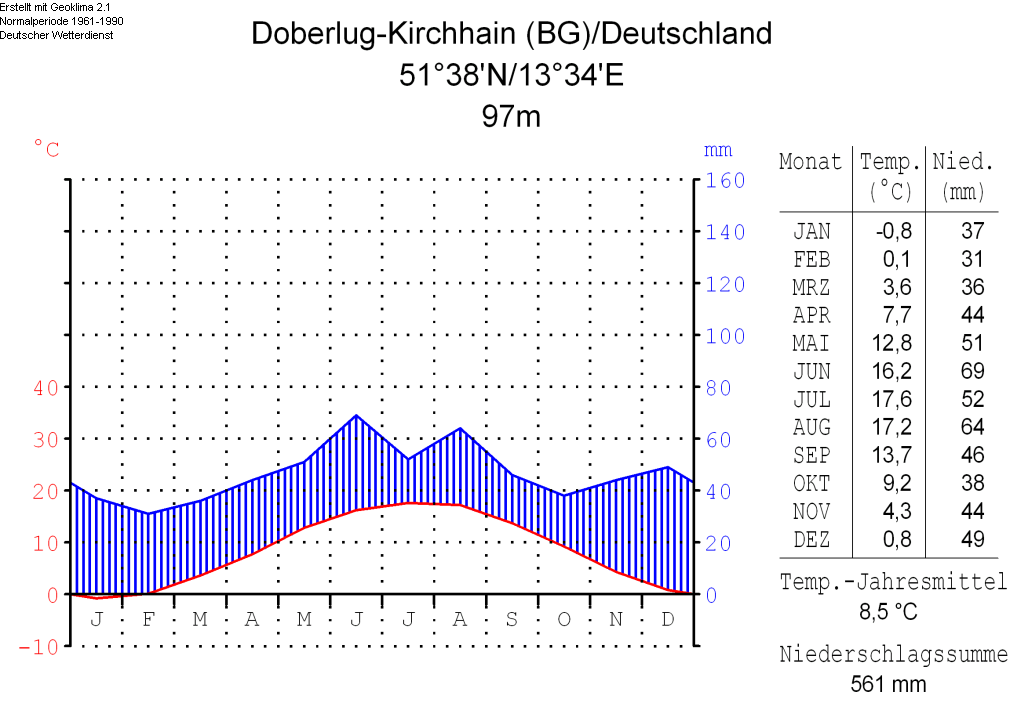
Klimadiagramm von Doberlug-Kirchhain etwa 20 km nordöstlich von Prieschka

### Geografie und Naturraum
Der Ort befindet sich linksseitig an der Einmündung der Großen Röder in die Schwarze Elster im Breslau-Magdeburger Urstromtal, das wenige Kilometer östlich in der Niederung des Schradens zwischen Elsterwerda und Merzdorf mit sieben Kilometer Breite seine engste Stelle erreicht und dann nach Nordwesten schwenkt.
Umgeben ist Prieschka vom etwa 6011 Hektar großen Landschaftsschutzgebiet Elsteraue, das in drei ökologische Raumeinheiten aufgeteilt ist, wobei das Teilgebiet Elsteraue II Prieschka einschließt. Einer der Schutzzwecke des Landschaftsschutzgebietes ist die Erhaltung des Gebietes wegen seiner besonderen Bedeutung für die naturnahe Erholung im Bereich der Kurstadt Bad Liebenwerda, die etwa fünf Kilometer nördlich des Dorfes liegt.
Als Teil des 484 Quadratkilometer umfassenden Naturparks Niederlausitzer Heidelandschaft erstreckt sich nordöstlich der Ortslage das etwa 80 Hektar große Naturschutzgebiet Alte Röder bei Prieschka. Sein Schutzzweck ist unter anderem die Erhaltung und Entwicklung dieses Gebietes als Lebensraum des Elbebibers und anderer existenzbedrohter Tierarten. Die 1981 unter Naturschutz gestellte Röderniederung beherbergt eines der beständigsten Vorkommen des vom Aussterben bedrohten Elbebibers. Bereits für die Zeit vor dem Zweiten Weltkrieg ist dort das Vorkommen der seltenen Unterart des Europäischen Bibers bekannt; im Jahr 2002 betrug der Gesamtweltbestand 6000 Tiere.

### Klima
Mit seinem humiden Klima liegt Prieschka in der kühl-gemäßigten Klimazone, jedoch ist ein Übergang zum Kontinentalklima spürbar. Die nächsten Wetterstationen befinden sich in Richtung Nordosten in Doberlug-Kirchhain, westlich in Torgau und südlich in Oschatz.
Der Monat mit den geringsten Niederschlägen ist der Februar, der niederschlagsreichste der Juli. Die mittlere jährliche Lufttemperatur beträgt an der etwa 20 Kilometer nordöstlich gelegenen Wetterstation Doberlug-Kirchhain 8,5 °C. Der Unterschied zwischen dem kältesten Monat Januar und dem wärmsten Monat Juli beträgt 18,4 °C.

## Geschichte

Prieschka auf einer geschichtlichen Karte des Kreises Liebenwerda (1910).

### Ortsname und erste urkundliche Erwähnung
Eine erste urkundliche Erwähnung des Ortes erfolgte 1325 als Prischka. Weitere Formen des Ortsnamens waren:
- 1408 Prischka
- 1443 Brissigk
- 1463 Brißk
- 1484 Prischk
- 1486 Brissig
- 1540 Brischk
- 1550 Prischka
- 1577 Brischkaw
- 1675 Prischke, Pritschke, Prißke

Die Namensformen von 1325 und 1408 sind durch spätere Abschriften überliefert. Sie zeigen Schreibgewohnheiten aus dem 16. Jahrhundert. Am wahrscheinlichsten ist eine Ableitung der Ortsnamen aus dem altsorbischen Brež(e)k (Ort am Ufer), vielleicht auch Brežky oder obersorbisch brjóh, niedersorbisch brjog (Rand, Ufer), polnisch brzeg und Brezky (kleine Birken, Birkenwäldchen).

### Frühgeschichte

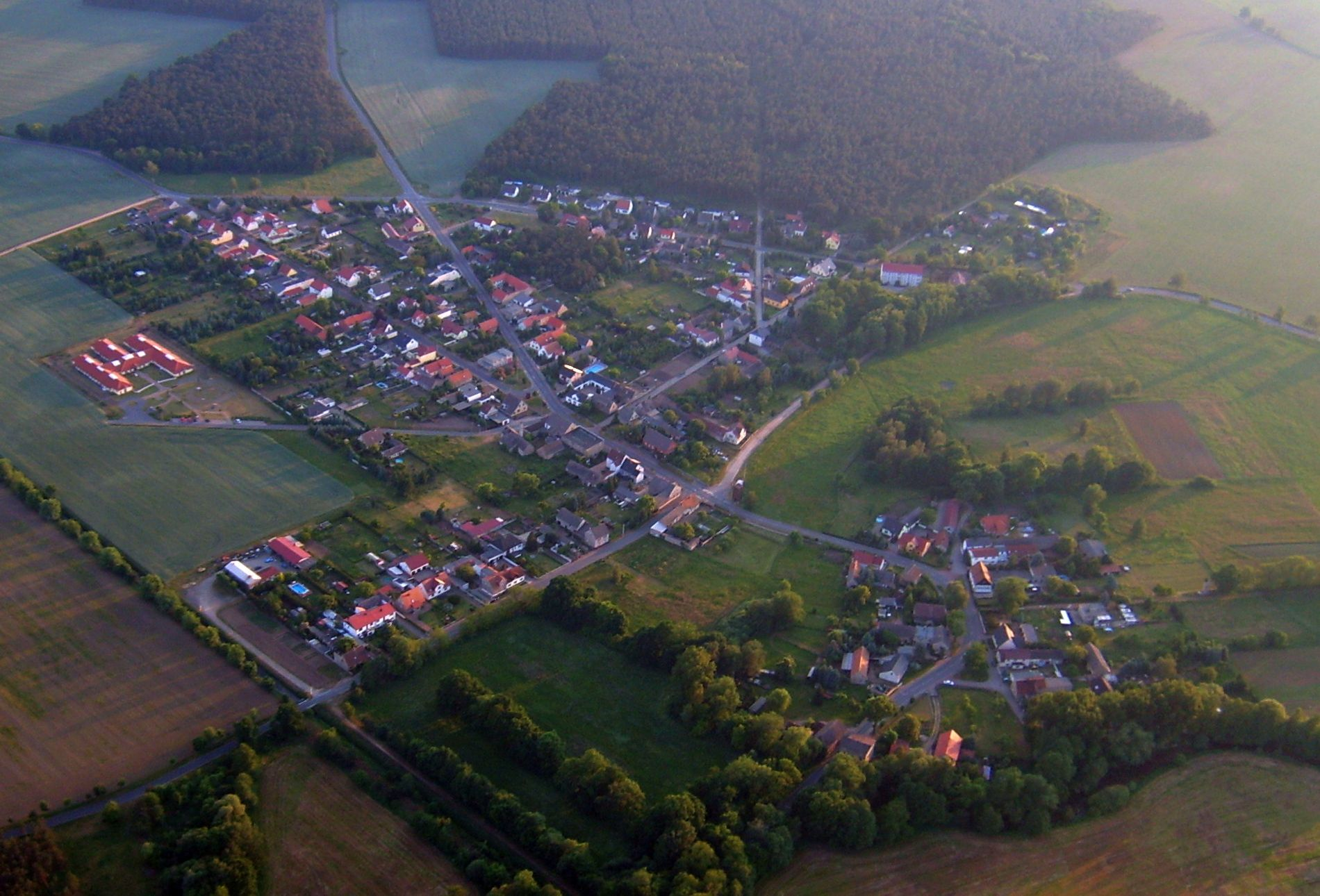
Prieschka

Die ältesten Spuren menschlicher Besiedlung in Prieschka stammen aus der mittleren Steinzeit. Auch aus der später folgenden Bronzezeit wurden auf der Feldflur des Ortes Siedlungsspuren gefunden. Außerdem befindet sich dort ein germanischer Friedhof aus der Zeit des 3. und 4. Jahrhunderts, von dem einige Gräber in den Jahren 1907 und 1928 sachgemäß freigelegt werden konnten. Die in Prieschka gefundenen Brandgrubengräber werden dem Stamm der Burgunden zugeschrieben. Bei den Funden handelt es sich neben Tongefäßen unter anderem um Lanzen- und Pfeilspitzen, Äxte, Messer sowie Schwerter, Sporen und Eimerhenkel. Sie gelangten zum größten Teil in das Berliner Staatsmuseum, das Hallenser Landesmuseum für Vorgeschichte und in das Bad Liebenwerdaer Kreismuseum.

### Von der Entstehung der Ortschaft bis zur Reformation
Die Gründung des Ortes geht auf eine slawische Siedlung zurück, die sich inmitten eines Waldes auf einer vom Wasser der Schwarzen Elster umgebenen Insel befand. Das Dorf hatte eine typische Hufeisenform, die auch als Rundweiler bezeichnet wird.
Prieschka gehörte ursprünglich zur Herrschaft Würdenhain. Kernstück der Herrschaft war der etwa 1700 Morgen umfassende Eichwald, auch Oppach genannt, der sich östlich von Prieschka befand. Nur Prieschka besaß damals schon eine kleine offene Flur für die dortige wendische Siedlung. 1442 wurde der Würdenhainer Schlossherr Hans Marschalk wegen Landfriedensbruch ins Gefängnis geworfen. Kurfürst Friedrich der Sanftmütige ließ sein Lehen einziehen und das Würdenhainer Schloss schleifen. Das Würdenhainer Herrschaftsgebiet wurde an die Herrschaft Mühlberg übertragen. Im folgenden Jahr kam das Gebiet durch Tausch- und Kaufgeschäfte an den böhmischen Adligen Hinko Birke von der Duba. Um 1484 war Prieschka Leibgedinge von Agnes von Bircke (geb. von Schleinitz).
Ab 1520 gehörte Prieschka dem Amt Mühlberg an, dem das einstige Würdenhainer Herrschaftsgebiet angegliedert wurde und wohin fortan Steuern und Frondienste zu leisten waren. Im selben Jahr entstand dort am Flusslauf der Schwarzen Elster ein Mühlengut, aus dem später das Prieschkaer Rittergut hervorging.

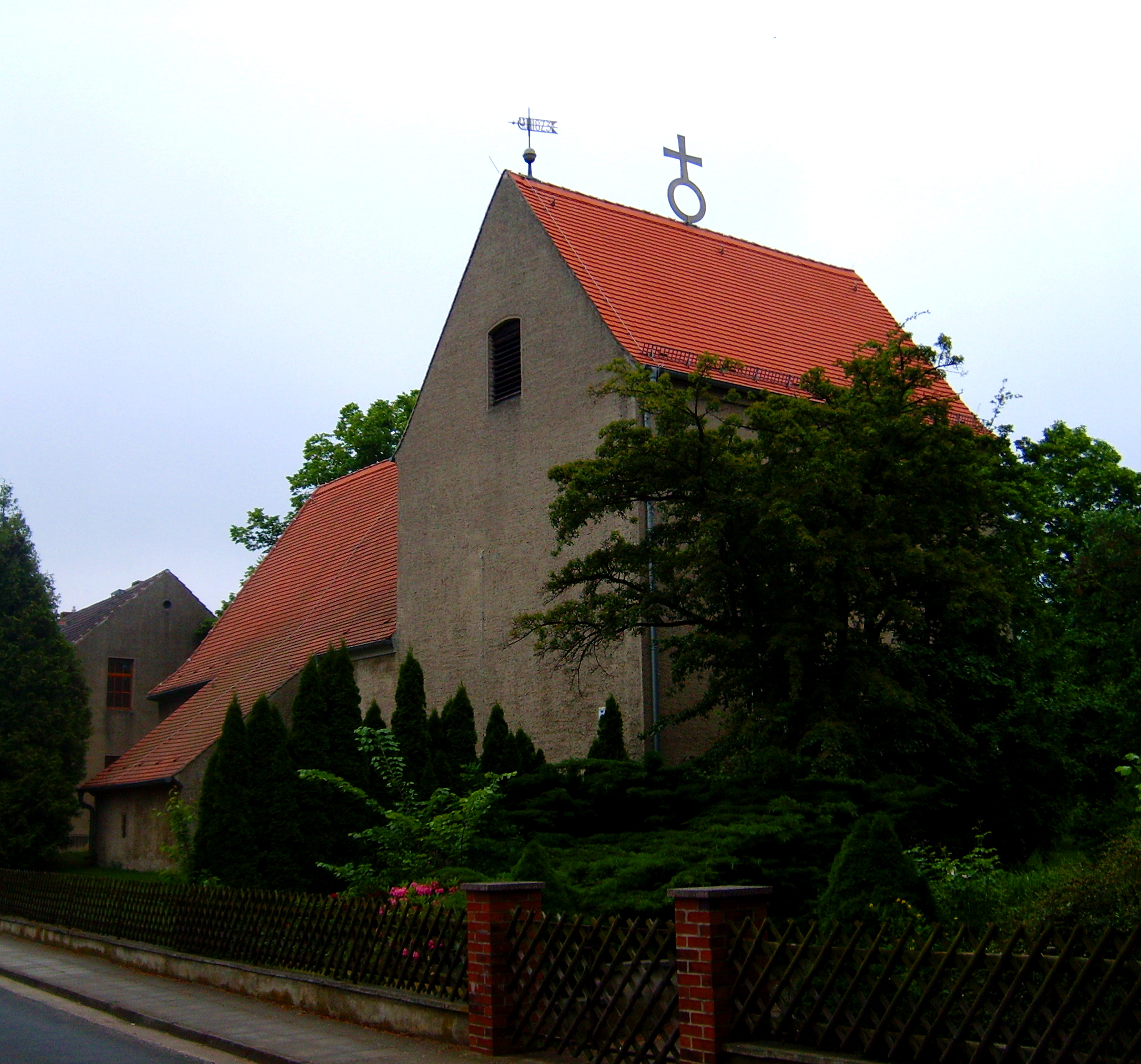
Dorfkirche im benachbarten Würdenhain

Für das Jahr 1550 ist belegt, dass es in Prieschka, wo zu dieser Zeit noch Sorbisch gesprochen wurde, dreizehn „besessene Mann“ gab. Vierzehn Jahre später kam es zu einem Aufruhr der Bauern aus Prieschka, Würdenhain, Haida und Reichenhain gegen den Mühlberger Amtsvogt Fuchs. Sie legten ihre Beschwerden in einem Schriftstück Die 10 Klageartikel der Dorfschaften Werdenhayn und Heide nieder und leiteten es über den Amtmann nach Dresden. Da sie aber dem Dienstweg nicht trauten, schickten sie eine zweite Ausfertigung direkt an den Kurfürsten „zu seinen selbstigen Händen“. Sie beschwerten sich unter anderem über die Beeinträchtigung der Fischerei und der Forstnutzungsrechte sowie über geschmälerten Lohn beim Schlossbau in Mühlberg. Da man das Vorgehen der Bauern als gefährlich und strafwürdig ansah, ordnete Dresden daraufhin zunächst Nachforschungen nach den „Rehdelsführern“ an. Der Würdenhainer Kretzschmann (Schankwirt) Hans Bräunig, der Wortführer der Bauern, wurde zunächst verhaftet. Er und einige andere beteiligte Bauern wurden später mit Gerichtsbußen belegt.
Die Bewohner des Ortes waren nach Würdenhain eingepfarrt. Sie nahmen während der Reformation im Jahre 1541 den evangelischen Glauben an. Der auf dem Prieschkaer Mühlengut geborene katholische Pfarrer Thomas Bantzer weigerte sich allerdings, den lutherischen Glauben anzunehmen, errichtete auf dem Würdenhainer Pfarrgut ein Häuschen und entsagte seinem Amte. Zu Himmelfahrt 1541 wurde der erste lutherische Pfarrer in Würdenhain ordiniert. Die alten Bräuche und Sitten legte die einfache Bevölkerung allerdings nicht einfach ab und so wurde noch im Jahre 1578 aus dem Kirchspiel berichtet: „In Prieschka und Oschätzchen werden Lobetänze gehalten, dabei geschieht allerlei Leichtfertigkeit mit Verdrehen und sonst.“
| 1698–1724:     | Andreas Gottfried von Kirchbach       |
| 1724–1766:     | Hans Karl von Kirchbach               |
| 1766–1800:     | Heinrich Rudolf Vitzthum von Eckstädt |
| 1800–1815:     | Kadner                                |
| 1815–1854:     | Johann August Fischer                 |
| 1854–1892:     | Rudolf von Fischer                    |
| 1892–1909:     | Deutscher-Privatbeamten-Verein        |
| 1909–1926:     | Georg Steblein, bzw. dessen Witwe     |
| 1926:          | Otto Klaue                            |
| 1942–1942:     | Herrmann Göbel                        |
| 1943–1945:     | Volke                                 |
| weitere Namen: | Bauer, Ibert, Jens, Kran, Fritz Dotti |

### Vom Dreißigjährigen Krieg bis zu den Koalitionskriegen
Im Jahre 1618 brach nach dem Prager Fenstersturz der Dreißigjährige Krieg aus. Er brachte für die gesamte Region viel Elend und Plünderungen durchziehender Truppen. Aber auch die Pest forderte während dieser Zeit Opfer. Als im Jahre 1626 in Prieschka diese hochgradig ansteckende Infektionskrankheit ausbrach, starben in der Ortschaft zwanzig Menschen und damit etwa die Hälfte der Prieschkaer Einwohner. Im Januar 1637 bezogen die Scharen des schwedischen Generals Johan Banér ihr Winterquartier bis zum Frühsommer in Torgau. Dabei durchstreiften sie das angrenzende Elbe-Elster-Gebiet, plünderten die Orte und setzten sie in Brand. Beim Einfall der Truppen in Prieschka gab es etwa zwanzig Tote und vier zerstörte Gehöfte.
Im Jahr 1692 gelangte das Prieschkaer Mühlengut durch Vererbung in den Besitz des Obristwachtmeisters Andreas Gottfried von Kirchbach. Gleichzeitig erwarb er alle Ländereien der durch den Dreißigjährigen Krieg verwaisten Bauernhöfe. Im Jahre 1698 erhielt er die Ober- und Erbgerichte sowie die Schriftsässigkeit und es entstand das Erb- und Freigut mit dem dazugehörigen Gutsbezirk. Von Kirchbach vererbte das Gut 1724 seinem Vetter Hans Karl von Kirchbach. Im Jahr 1766 gelangte es in den Besitz von Heinrich Rudolf Vitzthum von Eckstädt, der es bis 1800 behielt.
Zu dieser Zeit waren die Koalitionskriege nach der Französischen Revolution bereits im vollen Gange und gingen auch an Prieschka nicht spurlos vorüber. Die Region hatte insbesondere im Vorfeld der Völkerschlacht bei Leipzig im Herbst 1813 unter riesigen Truppenbewegungen zu leiden. Ende September nahmen die Korps der Generäle Dobschütz und Tauentzien mit 30.000 Mann in Liebenwerda für zehn Tage Quartier. Vom 28. bis 30. September 1813 lagerte das Korps von Gebhard Leberecht von Blücher mit ebenfalls 30.000 Mann im unweit entfernten Elsterwerda. Die Einwohner von Prieschka mussten zwischen den Jahren 1806 und 1807 mehrmals französische Truppen einquartieren. Eine Überlieferung besagt, dass ein französischer Reiter auf den Breitenwiesen, einem an der Schwarzen Elster gelegenen Flurstück zwischen Prieschka und Würdenhain, im Morast stecken geblieben und versunken sei.

### Vom Wiener Kongress bis zur Auflösung des Prieschkaer Gutsbezirks
Nach den Bestimmungen des Wiener Kongresses 1815 gelangte Prieschka schließlich vom Königreich Sachsen zum Regierungsbezirk Merseburg der preußischen Provinz Sachsen und es entstand 1816 der Kreis Liebenwerda, in dem ein großer Teil des Amtes Mühlberg, das Amt Liebenwerda sowie Teile des Amtes Großenhain aufgingen.

Prieschkaer Mühle um 1909

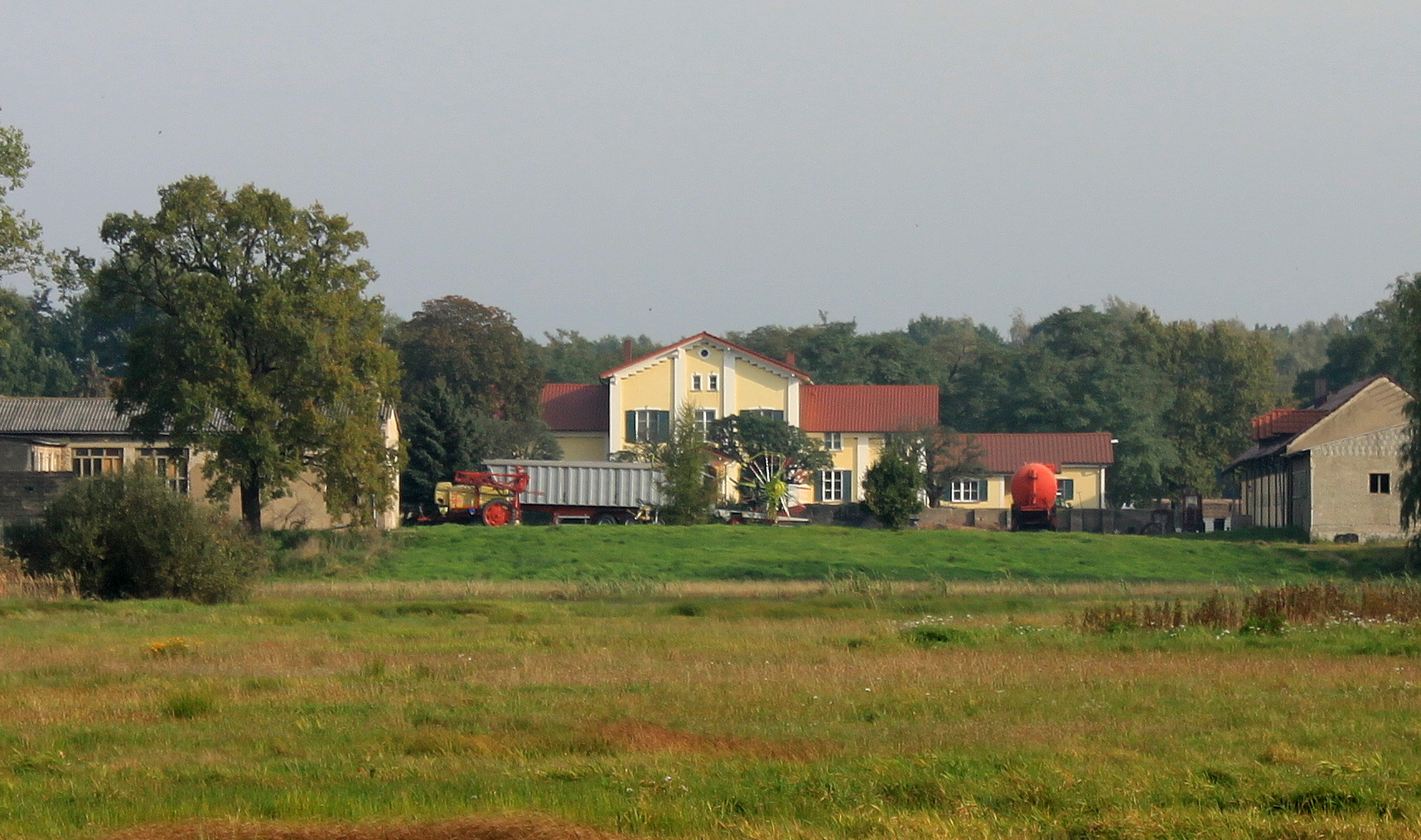
Das Prieschkaer Gut

Im Jahr 1833 wurde der Oppach, der in der Gegenwart nahezu vollständig entwaldet ist, zwecks Separation vermessen. Die Rechte der anliegenden Dörfer (mit Ausnahme von Saathain) zur Nutzung dieses Gebietes wie Hutung, Graserei, Fischerei, Entnahme von Raff- und Leseholz, Lehm, Sand oder Kies wurden durch Übertragung großer Flächen abgefunden. Dabei entstanden auch die neuen Gemeindegrenzen, die zum Teil schnurgerade verliefen. Durch die Teilung der Forstreviere erwarb das Prieschkaer Rittergut die Flurstücke Oppach und Kliebing. Damit vergrößerte es sich erheblich. Die Waldgebiete reichten bis zu den Orten Würdenhain, Saathain und Reichenhain und grenzten an die Gemarkungen von Oschätzchen und Zobersdorf. Prieschka erhielt allein 276 Morgen, davon das Rittergut mit 59 Morgen. Wahrscheinlich erfolgten in dieser Zeit größere Abholzungen und die Urbarmachung für Äcker und Wiesen. Kurze Zeit später wurde 1849 die gutsherrliche Gerichtsbarkeit aufgehoben und im Jahr 1852 begannen nahe dem benachbarten Dorf Zeischa die ersten Bauarbeiten zur Regulierung der Schwarzen Elster, nachdem die preußische Provinzialregierung bereits seit 1817 versucht hatte, Pläne für dieses Vorhaben zu entwickeln. Der Fluss, der bis dahin aus zahlreichen Fließen bestand, erhielt bis 1861 sein heutiges Bett und wurde mit Dämmen eingedeicht. Die Große Röder, die vorher in Würdenhain mündete, wurde in das alte Elsterbett (Alte Röder) geleitet und mündete bis zum Ersten Weltkrieg etwa sechshundert Meter nordöstlich der Prieschkaer Ortslage am Gänsewinkel in den neuen Flusslauf der Schwarzen Elster.
Etwa zur selben Zeit begann in der zweiten Hälfte des 19. Jahrhunderts die Industrialisierung der Region um Prieschka. Den Ort selbst, in dem die Landwirtschaft die Haupterwerbsquelle blieb, betraf diese Entwicklung nur indirekt. Das Dorf lag abseits wichtiger Eisenbahnstrecken und Straßen. Der Fischfang in den Flüssen Röder und Schwarze Elster war infolge der zunehmenden Verunreinigung durch die neu entstandenen Industriebetriebe, wie das Zellstoffwerk in Gröditz, weitgehend unmöglich geworden. Prieschkaer Einwohner fanden in den sich in der Folgezeit vergrößernden, verkehrsgünstig besser gelegenen Orten der Umgebung Arbeit. 1863 ließ der Rittergutsbesitzer und preußische Offizier Leutnant Rudolf Fischer eine Umwandlung des gesamten Gutes vornehmen. Er siedelte sich mit dem Gut, zu dem etwa 700 Morgen Land gehörten, nun etwa 500 Meter nördlich der Prieschkaer Ortslage an und ließ dort 1868 ein neues Herrenhaus errichten. Die alten an der Röder gelegenen Gebäude ließ er zum großen Teil abbrechen.

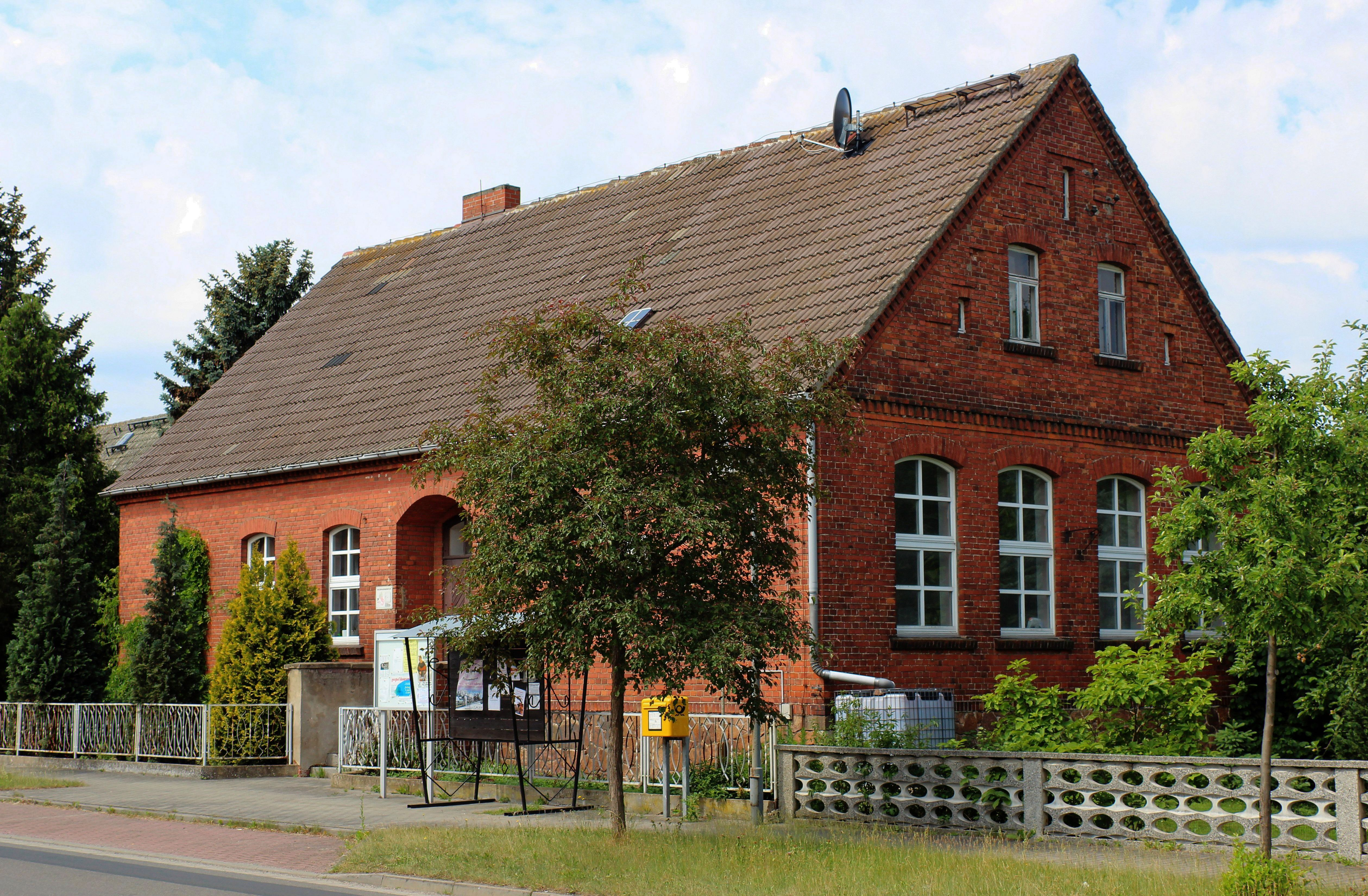
Die 1902 erbaute Prieschkaer Dorfschule

Die Prieschkaer Kinder besuchten bis zum Ende des 19. Jahrhunderts die Dorfschule in Würdenhain. Die noch aus dem Spätmittelalter stammenden Strukturen hatten sich teilweise auch wegen der immer noch bestehenden Kirchspielgrenzen bis dahin erhalten. Im Jahre 1898 wurden die Kinder des Dorfes in Würdenhain ausgeschult. Zunächst wurde das alte Herrenhaus des Rittergutes an der Mühle, das die Gemeinde erworben hatte, als Schulhaus genutzt. Vier Jahre später wurde die Prieschkaer Schule erbaut. Am 17. August 1902 fand die Schulweihe, verbunden mit einem Kinderfest, statt. Darüber erschien ein Bericht im Liebenwerdaer Kreisblatt.
Im Jahr 1909 wurden dreihundert Morgen des siebenhundert Morgen umfassenden Rittergutes parzelliert; der Deutsche Privat-Beamten-Verein verkaufte die Anteile. Die restlichen vierhundert Morgen erwarb der bisherige Gutsinspektor Georg Steblein (1855–1909), der allerdings noch im Februar desselben Jahres verstarb. Nach seinem Tod erbte es seine Ehefrau. 1926 kam das Rittergut in den Besitz von Otto Klaue. Kurze Zeit später, im Jahr 1928, wurde der Prieschkaer Gutsbezirk aufgelöst. Sämtliche Geschäfte des Dorfes übernahm von da an der Gemeindevorsteher.
Während des Ersten Weltkrieges wurde die Mündung der Großen Röder im Zuge ihrer Regulierung durch die Röderregulierungsgenossenschaft Saathain wieder nach Würdenhain verlegt. Da es der Alten Röder nun an Fließgeschwindigkeit fehlte, erhielt der Prieschkaer Mühlenbesitzer vom Regierungsbezirk eine Entschädigung von 30.000 Mark. Um den Mühlenbetrieb in Prieschka aufrechtzuerhalten, erfolgte der Einbau eines Ölmotors. Außerdem wurde die Mühle modernisiert.

### Vom Zweiten Weltkrieg bis zur Gegenwart
Als am Ende des Zweiten Weltkrieges am 22. April 1945 die Rote Armee den Ort erreichte, starben bei Schießereien neun Einwohner und sieben Soldaten.

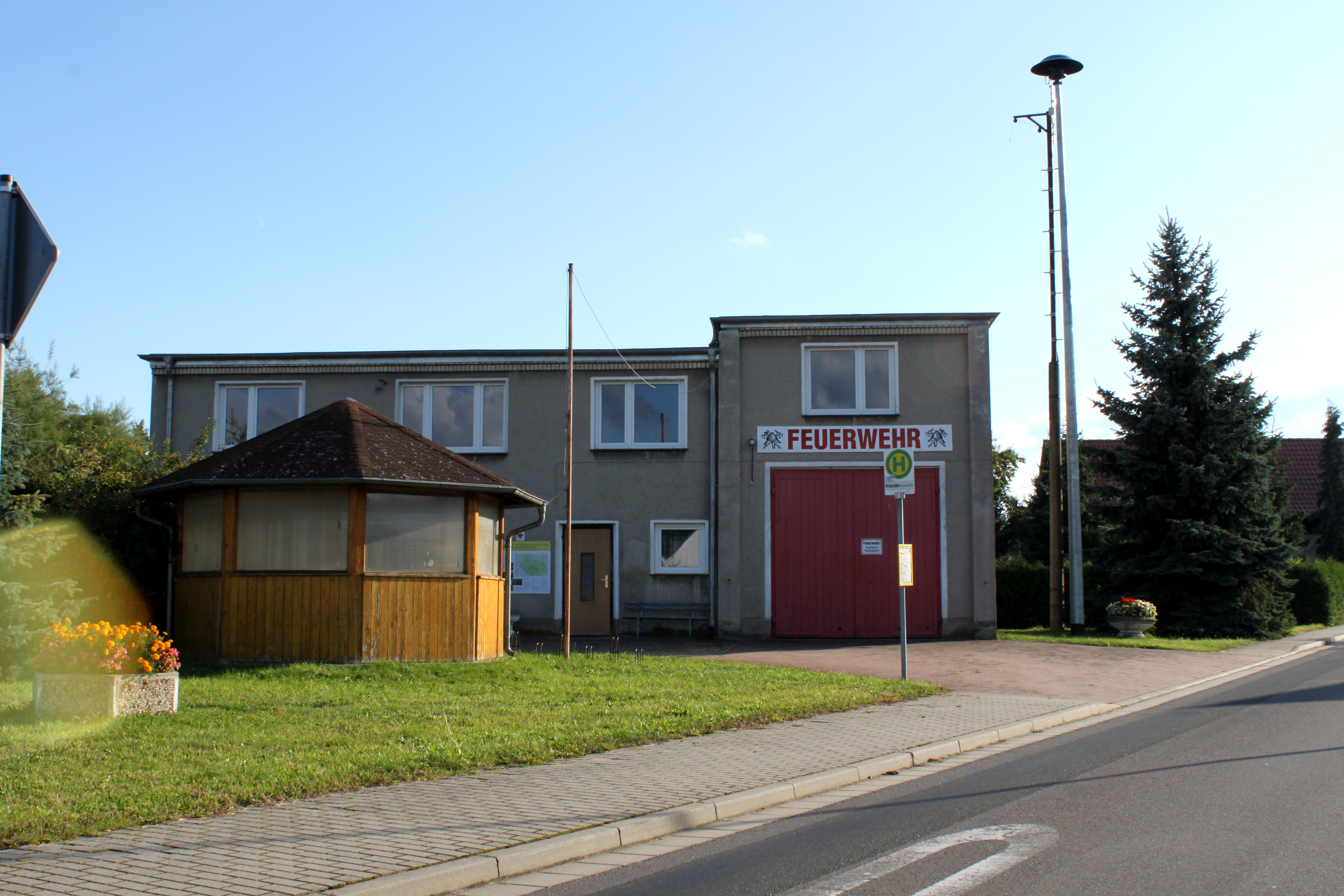
Feuerwehrhaus der Freiwilligen Feuerwehr in Prieschka

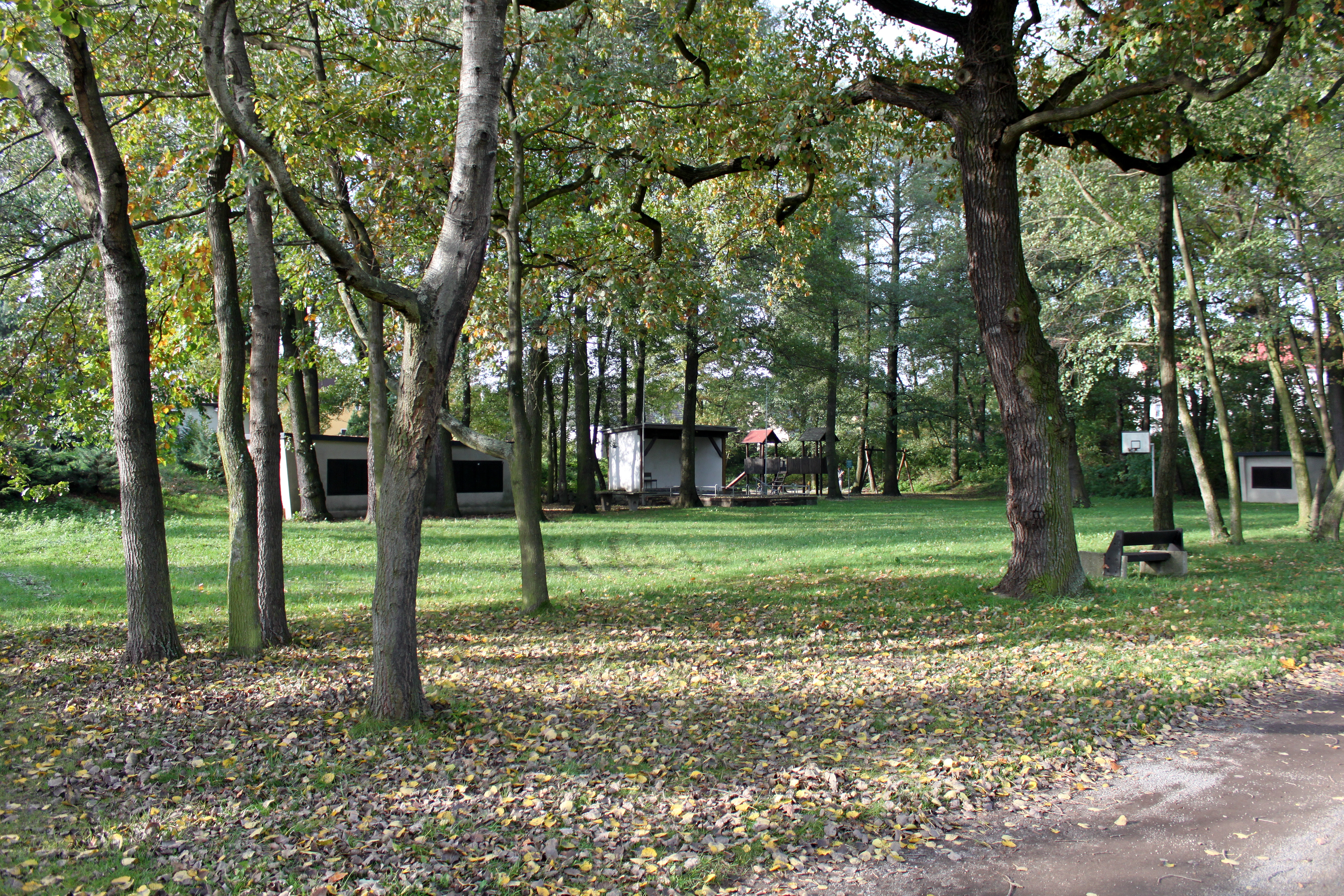
Prieschkaer Sport- und Spielplatz mit Freilichtbühne

Bereits im Herbst 1945 begann im Kreis Bad Liebenwerda die Bodenreform. Dabei erfolgte gemäß der Bodenreformverordnung (BRVO) die Enteignung und Aufteilung von privatem und staatlichem Großgrundbesitz über 100 Hektar mit allen Gebäuden, lebendem und totem Inventar sowie anderem landwirtschaftlichen Vermögen. Unter Einspruch des Rittergutsbesitzers Fritz Dotti wegen der relativ geringen Überschreitung der festgelegten Obergrenze teilte man im Kreis laut Protokoll der Kreisverwaltung am 11. Oktober 1945 zuerst die 116 Hektar umfassenden Flächen in Prieschka auf. Bis zum 1. März des folgenden Jahres waren im Kreis insgesamt 9580 Hektar enteignet und verteilt.
In der im Oktober 1949 gegründeten Deutschen Demokratischen Republik gehörte Prieschka zunächst zum 1952 aufgelösten Land Sachsen-Anhalt. Nach der Gründung der Bezirke gehörte die Ortschaft bis zur Wiedervereinigung der beiden deutschen Staaten im Jahr 1990 zum Bezirk Cottbus.
Im Jahr 1961 erfolgte in Prieschka die Gründung der LPG Elstergrund, die 1964 in ein Volkseigenes Gut umgewandelt wurde. Außerdem nahm man Verbesserungen der Infrastruktur im Dorf vor. Das Feuerwehrhaus wurde von 1965 bis 1966 errichtet und ein Jahr darauf weihte man eine Konsum-Verkaufsstelle ein. Kurz vor der Wende begann in Prieschka der Bau einer zentralen Trinkwasserversorgung, dem 1993 der Straßenausbau und ein neues Abwasserkanalnetz folgten.
Prieschka gehörte bis zur Kreisgebietsreform in Brandenburg im Jahre 1993 zum Landkreis Bad Liebenwerda, der am 6. Dezember 1993 mit den Landkreisen Herzberg und Finsterwalde in den Landkreis Elbe-Elster einging. Am selben Tag wurde die Gemeinde zusammen mit den Orten Dobra, Kosilenzien, Kröbeln, Lausitz, Maasdorf, Möglenz, Neuburxdorf, Oschätzchen, Thalberg, Theisa, Zeischa und Zobersdorf in die Stadt Bad Liebenwerda eingemeindet.

### Bevölkerungsentwicklung
1835 zählte das Dorf 33 Wohnhäuser mit 177 Einwohnern. Es wurden 31 Pferde, 238 Stück Rindvieh, 8 Ziegen und 65 Schweine gezählt. Nach dem Zweiten Weltkrieg stieg die Einwohnerzahl Prieschkas durch den Zuzug von Vertriebenen im Jahre 1946 bis auf 533. Sie erreichte damit ihren Höchststand. Bis 2016 sank die Zahl auf 286.

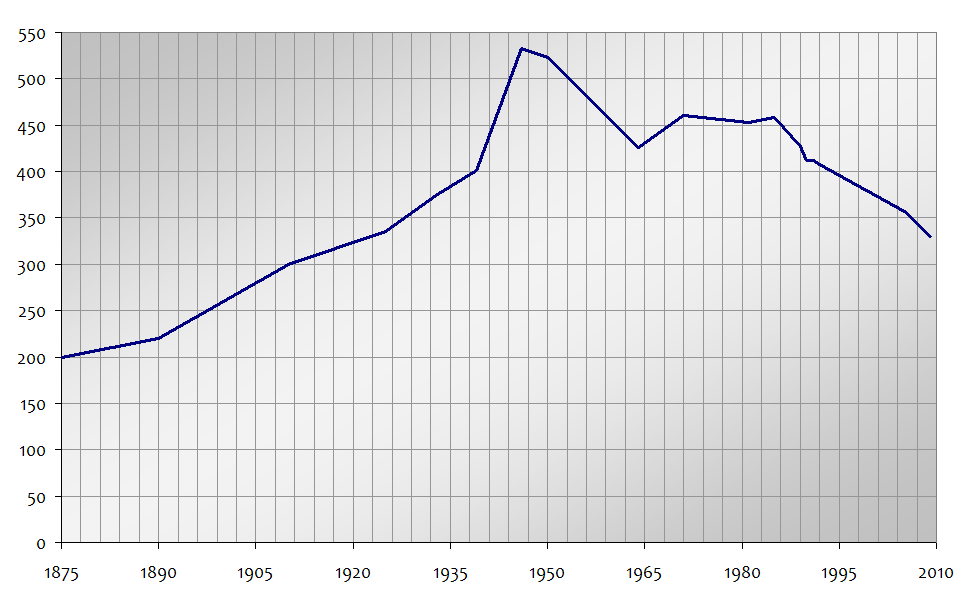
Bevölkerungsentwicklung von Prieschka seit 1875

| Jahr | Einwohner |
| ---- | --------- |
| 1875 | 200       |
| 1890 | 220       |
| 1910 | 300       |
| 1925 | 335       |
| 1933 | 375       |

| Jahr | Einwohner |
| ---- | --------- |
| 1939 | 401       |
| 1946 | 533       |
| 1950 | 523       |
| 1964 | 426       |
| 1971 | 461       |

| Jahr | Einwohner |
| ---- | --------- |
| 1981 | 453       |
| 1985 | 458       |
| 1989 | 427       |
| 1990 | 412       |
| 1991 | 412       |

| Jahr | Einwohner |
| ---- | --------- |
| 1992 | 408       |
| 2005 | 357       |
| 2009 | 330       |
| 2016 | 286       |
| 2019 | 305       |

## Politik

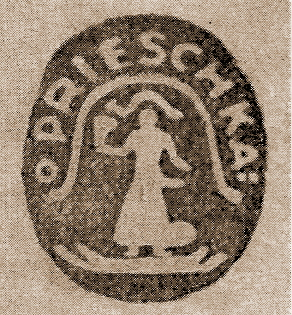
Altes Dorfsiegel von Prieschka

### Ortsteilvertretung
Seit der Eingemeindung des Dorfes nach Bad Liebenwerda 1993 ist Prieschka ein Ortsteil der Kurstadt. Vertreten wird Prieschka nach der Hauptsatzung der Stadt durch den Ortsvorsteher und einen Ortsbeirat.
Ortsvorsteher ist gegenwärtig Sandro Lindner, der Ortsbeirat ist Björn Küster und Janin Weser.

### Wappen und Siegel
Der heutige Ortsteil Prieschka führt kein eigenes Wappen. Allerdings ist von Prieschka ein altes Dorfsiegel erhalten geblieben, das wie die meisten der wenigen bekannten Dorfsiegel des Altkreises Bad Liebenwerda vermutlich in der ersten Hälfte des 19. Jahrhunderts entstand. In der Mitte des Siegels befindet sich eine Figur, die man als Frauengestalt oder Sämann deuten kann, welche in der rechten Hand einen Gegenstand hält. Über deren Haupt ist eine Wolke angedeutet. In der Umschrift des hochovalen Siegels befindet sich der Ortsname Prieschka.

## Kultur und Sehenswürdigkeiten

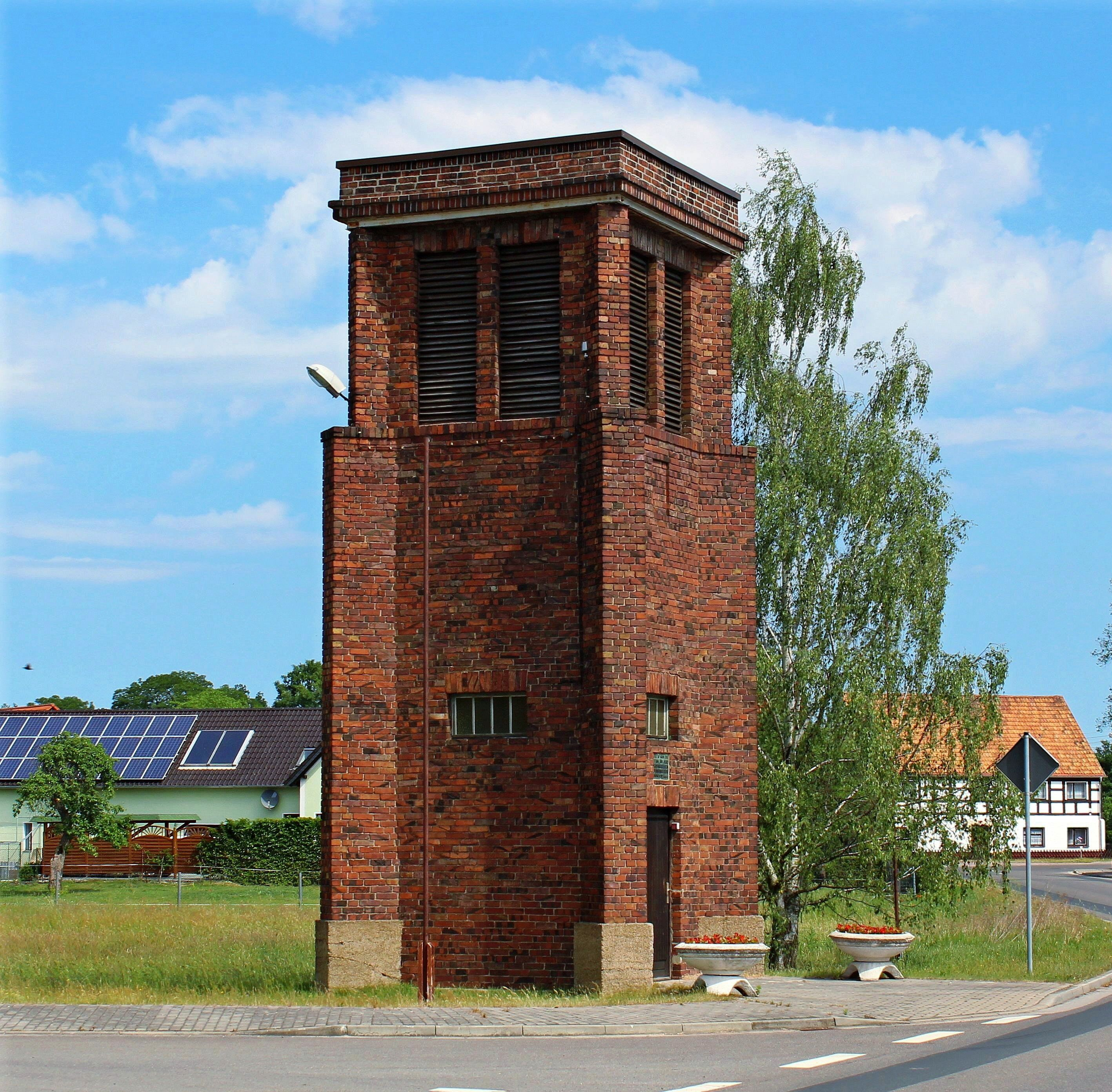
Glockenturm

### Freizeit und Tourismus
Mehrere befestigte Radwege entlang der Schwarzen Elster verbinden Prieschka mit den Sehenswürdigkeiten des Umlandes und dem Naturpark Niederlausitzer Heidelandschaft. Mit der Tour Brandenburg führt der mit 1111 Kilometern längste Radfernweg Deutschlands am Dorf vorbei. Weitere Radrouten sind der Fürst-Pückler-Radweg, der unter dem Motto 500 Kilometer durch die Zeit in die Projektliste der Internationalen Bauausstellung Fürst-Pückler-Land aufgenommen wurde und der 108 Kilometer lange Schwarze-Elster-Radweg. An der Elsterbrücke am Flusskilometer 64,5 befindet sich eine Bootsanlegestelle für den in jüngerer Zeit aufkommenden Gewässertourismus. Das Waldbad Zeischa, wo sich auch ein Campingplatz mit 137 Stellplätzen und Mietbungalows befindet, liegt etwa drei Kilometer nordöstlich der Prieschkaer Ortslage.
Jährliche Höhepunkte des Ortes sind das Frühlingsfest in der Behindertenwohnstätte pro civitate, die Maibaum-Aufstellung und das Kinder- und Dorffest. Aktive Vereine sind der Feuerwehrverein Prieschka e. V. sowie der örtliche Jugendclub.

### Bauwerke
In Prieschka befinden sich zwei Bauwerke, die in der Denkmalliste des Landkreises Elbe-Elster aufgenommen wurden, ein 1827 erbautes Fachwerkhaus in der Dorfstraße 62 und der Prieschkaer Glockenturm an der Einmündung der Würdenhain Straße in die Dorfstraße, der 1929 zum großen Teil von den im Prieschka geborenen Brüdern Georg und Julius Müller aus Leipzig gestiftet wurde. Sie spendeten 5000 Mark für die Anschaffung zweier Glocken und wurden daraufhin zu Ehrenbürgern der Gemeinde ernannt.

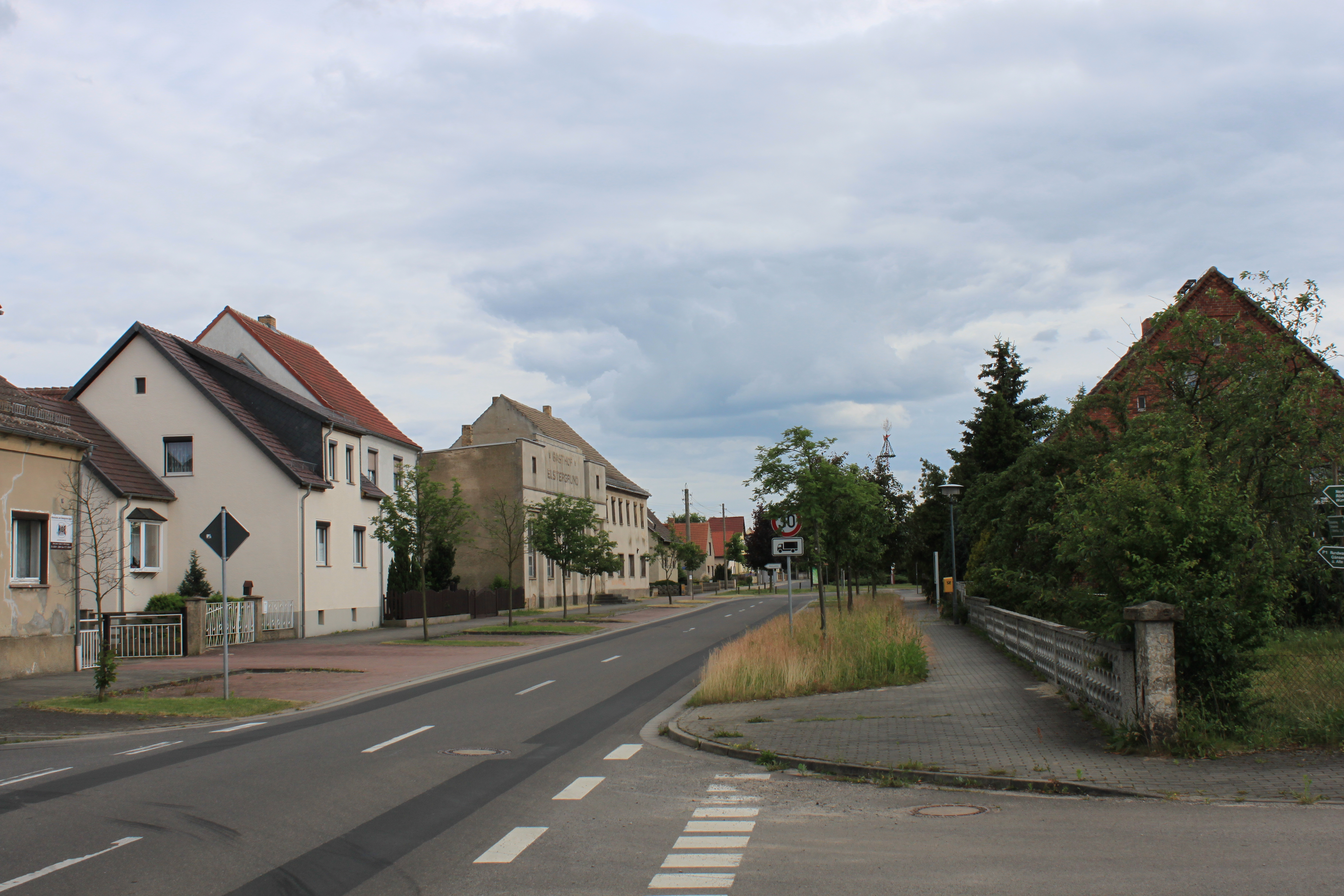
Dorfstraße mit dem Gebäude der einstigen Gaststätte „Zum Elstergrund“

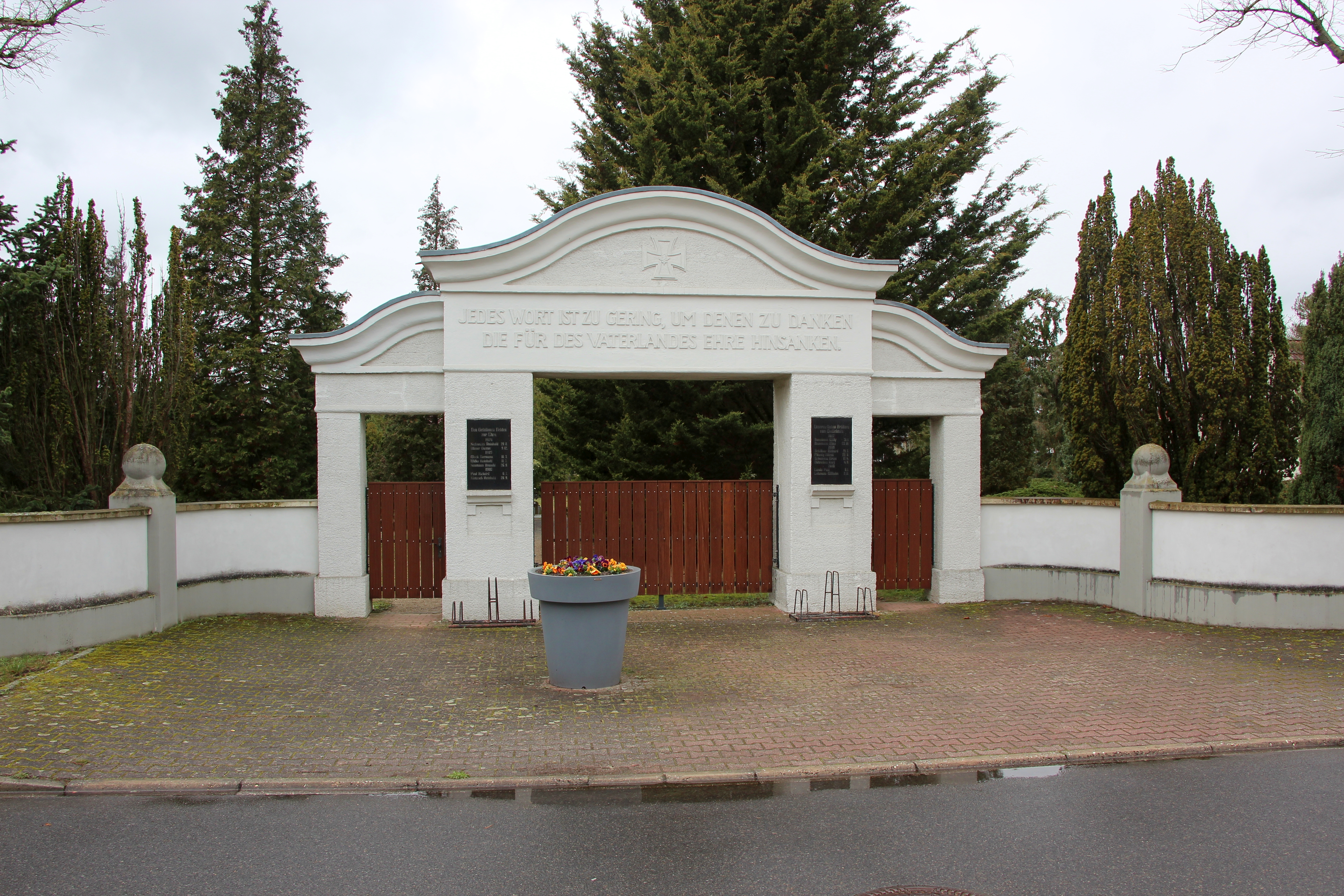
Eingangsportal des Friedhofs

Eine lange Geschichte hatte die Prieschkaer Mühle am Ortsausgang in Richtung Waldbad Zeischa. Bereits Anfang des 16. Jahrhunderts soll es an dieser Stelle ein Mühlengut an einem dort entlangführenden Lauf der Schwarzen Elster gegeben haben, das zunächst dem meißnischen Adelsgeschlecht von Schleinitz gehörte. Nachdem die Mühle zu DDR-Zeiten zur Herstellung von Mischfutter für die Rinder- und Schweinemast umgerüstet wurde, ruhte der Mühlenbetrieb seit der Reprivatisierung kurz nach der Wende. Im Jahre 2013 wurde sie schließlich abgerissen.
Ein weiteres, das Prieschkaer Ortsbild prägendes Gebäude war die einstige Gaststätte Zum Elstergrund, die sich gegenüber dem 1902 errichteten roten Backsteinbau der ehemaligen Prieschkaer Schule befand. Bereits 1768 hatte der Landwirt Funke am selben Standort den Gasthof Zum goldenen Hirsch errichtet. Nachdem der Gasthof und weitere Gebäude des Schankgutes 1839 völlig niedergebrannt waren, erfolgte 1841 der Neubau und der Gasthof erhielt seinen heutigen Namen. An der linken Seite des Gasthauses wurde 1929 ein flaches Gebäude angebaut. Ab 1967 war die Gaststätte im Besitz der Konsumgenossenschaft, die dort auch eine Verkaufsstelle einrichtete. Der Gaststättenbetrieb wurde nach der Wende aufgegeben; das ungenutzte Gebäude wurde 2022 abgerissen.
Das Eingangsportal des Prieschkaer Friedhofs in der Reichenhainer Straße wurde in Form eines Heldentors gestaltet. In den Säulen des am 7. Juni 1925 eingeweihten Kriegerdenkmals befinden sich Tafeln mit fünfzehn Namen der im Ersten Weltkrieg gefallenen Dorfbewohner. Zum Gedenken der im Zweiten Weltkrieg Gefallenen oder Vermissten befinden sich am Eingang der Trauerhalle links und rechts Tafeln mit insgesamt fünfzig Namen.

## Wirtschaft und Infrastruktur

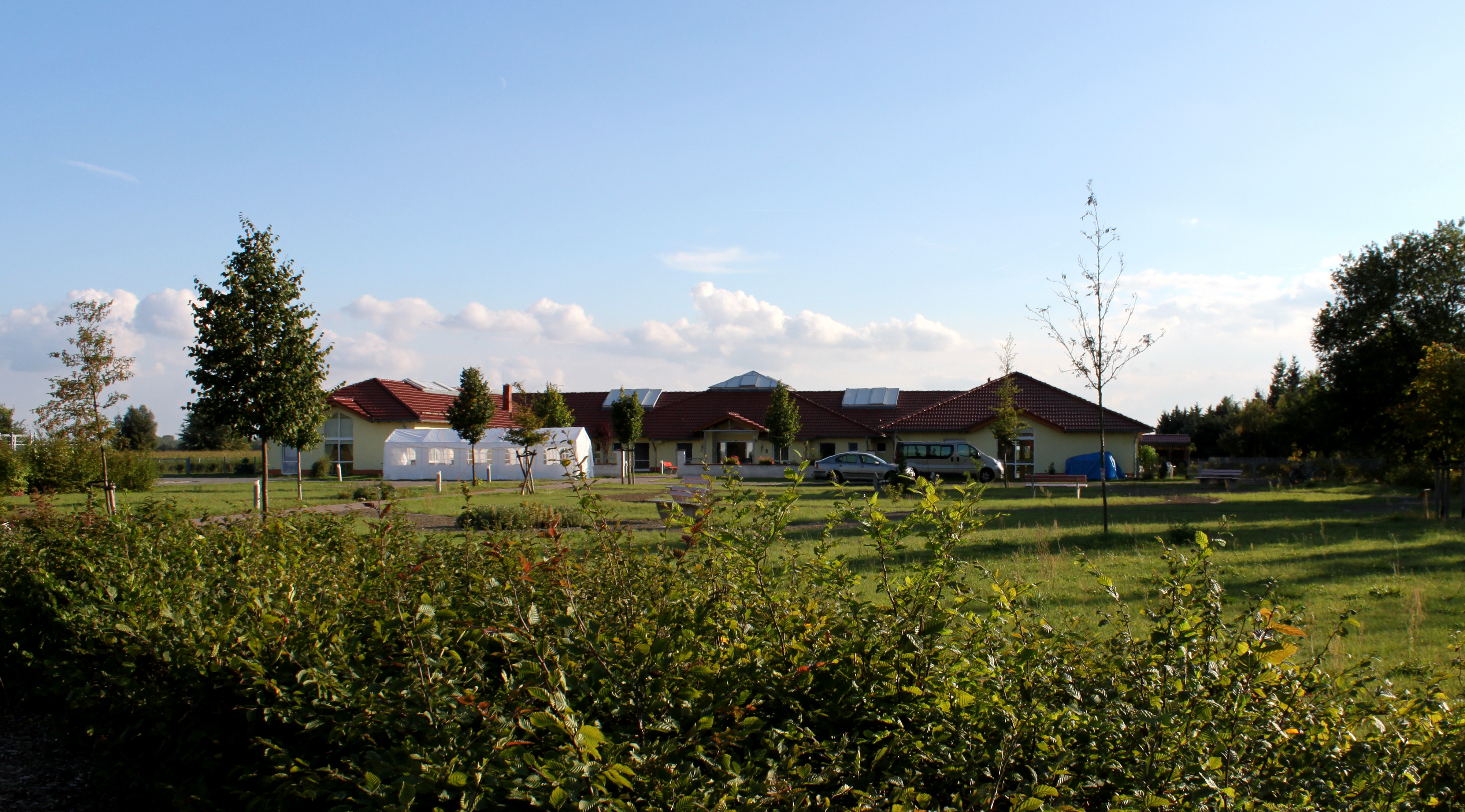
Wohn- und Pflegestätte „Haus Prieschka“

In Prieschka sind einige mittelständische Unternehmen ansässig, wie der Steinmetzbetrieb Bötig, der Elektroinstallateurbetrieb Schmidt oder die Osterhuber Agrar GmbH, die seit 1991 das Prieschkaer Gut bewirtschaftet. Seit 2004 befindet sich dort mit dem Haus Prieschka eine behindertengerechte Wohn- und Pflegestätte der Unternehmensgruppe pro civitate, die vierzig Personen Platz bietet. Im Ort befindet sich eine Tierarzt-Praxis für Groß- und Kleintiere. Die dem Dorf am nächsten gelegenen Gewerbegebiete befinden sich in Haida, Bad Liebenwerda und Elsterwerda.
Im Ort zweigt die Landesstraße 593 von der Landesstraße 59 in Richtung Waldbad Zeischa und Bundesstraße 101 ab. Die nächstgelegenen Bahnhöfe sind Elsterwerda-Biehla und Bad Liebenwerda an der Bahnstrecke Węgliniec–Falkenberg/Elster und der Bahnhof Elsterwerda an den Bahnstrecken Berlin–Dresden und Riesa–Elsterwerda.
In Prieschka erscheint als regionale Tageszeitung die Lausitzer Rundschau. Sie wird im Elbe-Elster-Kreis als Elbe-Elster-Rundschau herausgegeben und hat insgesamt eine Auflage von etwa 99.000 Exemplaren. Die kostenlosen Anzeigenblätter Wochenkurier und SonntagsWochenBlatt erscheinen wöchentlich. Die Stadt Bad Liebenwerda gibt monatlich das Amtsblatt Der Stadtschreiber heraus; der Kreisanzeiger des Landkreises Elbe-Elster erscheint nach Bedarf. Des Weiteren erscheint seit 2016 sechsmal jährlich das örtliche Informationsblatt Der Hammer in Prieschka, welches die Einwohner über Neuigkeiten und Veranstaltungen im Ort informiert. Das Blatt entstand mit dem Hintergrund, dass es im Ort einst Tradition war, Informationen und Mitteilungen auf einem Holzbrett geheftet von Haushalt zu Haushalt zu verbreiten, in dem dieses von Haus zu Haus gereicht und der Hammer genannt wurde.

## Bildung
Die Kinder des Ortsteils werden gegenwärtig in Bad Liebenwerda eingeschult. Das dortige Grundschulzentrum Robert Reiss mit dem Status einer Ganztagsschule entstand im August 2006 durch den Zusammenschluss der Grundschulen in Bad Liebenwerda, Neuburxdorf und Zobersdorf, wo bis zu diesem Zeitpunkt auch die Prieschkaer Kinder eingeschult wurden.
Des Weiteren gibt es in Bad Liebenwerda eine Oberschule. Eine Förderschule mit dem sonderpädagogischen Förderschwerpunkt Geistige Entwicklung befindet sich im benachbarten Ortsteil Oschätzchen. Die Kreisvolkshochschule Elbe-Elster bietet in ihrer Bad Liebenwerdaer Regionalstelle Kurse und andere Weiterbildungsmöglichkeiten an. Die Kreismusikschule Gebrüder Graun hat in der Stadt eine Außenstelle. Außerdem gibt es dort eine Stadtbibliothek, die neben den üblichen Ausleihmöglichkeiten von gegenwärtig etwa 20.300 Medien, Bibliotheksführungen, literarische Veranstaltungen und Schriftstellerlesungen anbietet.
Ein Gymnasium sowie weitere Bildungseinrichtungen befinden sich in der etwa zehn Kilometer östlich von Prieschka gelegenen Stadt Elsterwerda.

## Persönlichkeiten
Der kursächsische Kapellmeister und Komponist Friedrich Christoph Gestewitz wurde am 3. November 1753 in Prieschka geboren. Er starb am 1. August 1805 in Dresden.